# 克賴莫斯魏爾湖

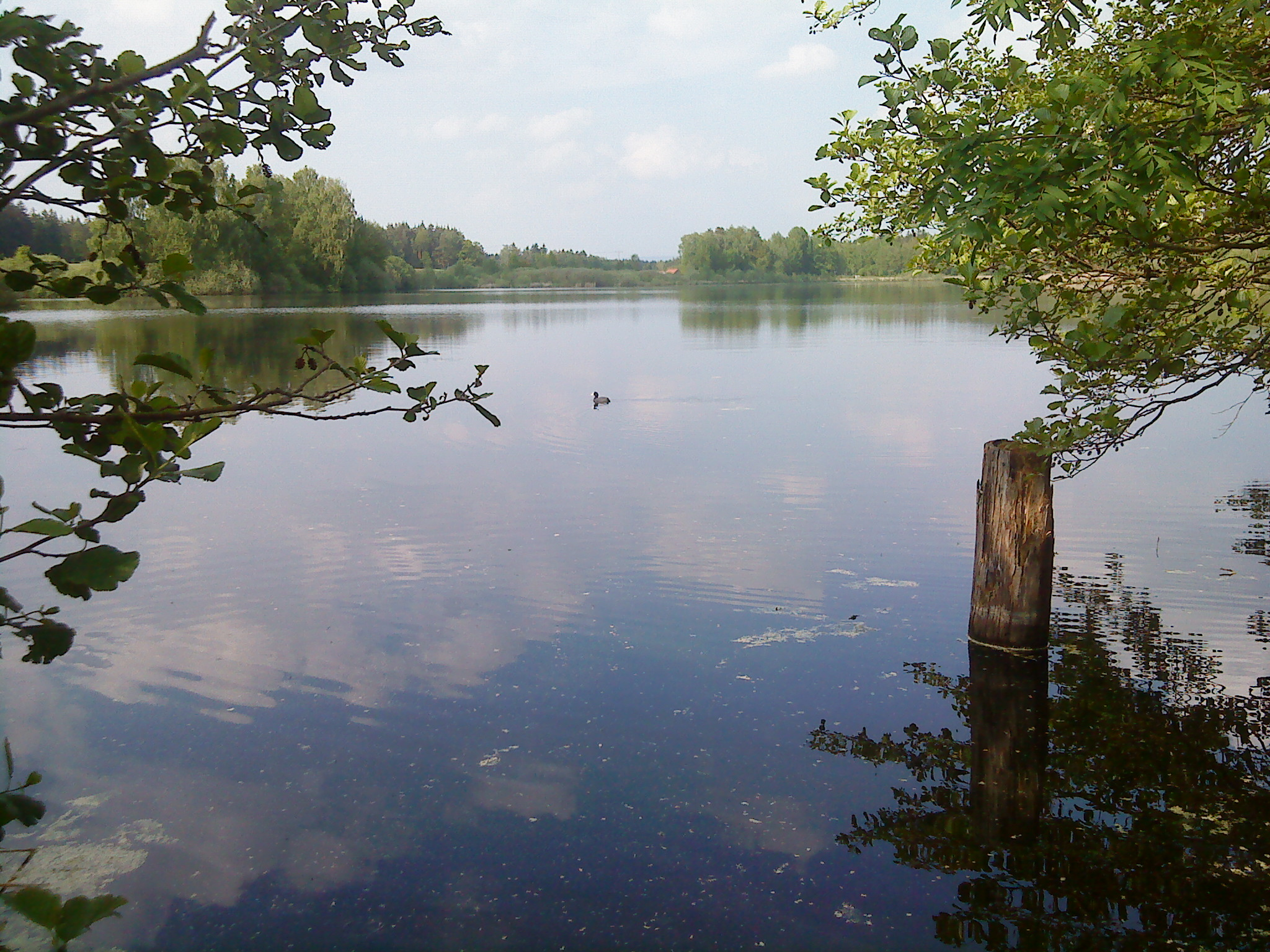

49°49′19.75″N 11°35′40.50″E / 49.8221528°N 11.5945833°E
克賴莫斯魏爾湖（德語：Craimoosweiher），是德國的湖泊，位於該國東南部，由巴伐利亞州負責管轄，處於施納伯爾韋德，長0.7公里、寬0.2公里，面積0.15平方公里，海拔高度448米。